# Kirche Barkow (Pripsleben)

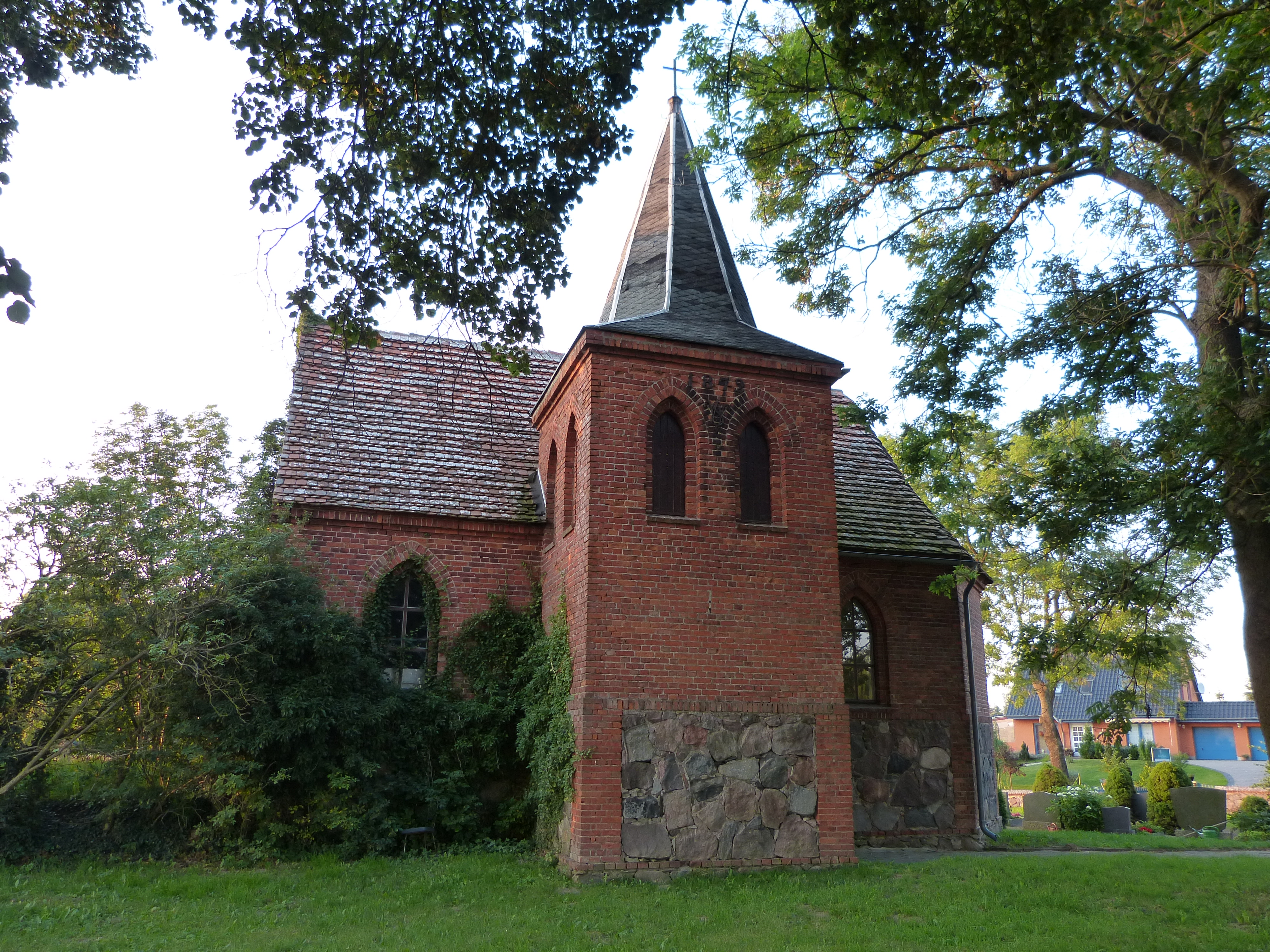
Kirche Barkow

Die Kirche Barkow ist ein Kirchengebäude im Ortsteil Barkow der Gemeinde Pripsleben im Landkreis Mecklenburgische Seenplatte. Sie gehört zur Kirchengemeinde Altentreptow in der Propstei Demmin des Pommerschen Evangelischen Kirchenkreises.
Die Kirche ist ein Feldsteinbau auf rechteckigem Grundriss. Ihr wurde in der zweiten Hälfte des 19. Jahrhunderts ein Südturm in neugotischen Formen vorgesetzt. Die Details der Architektur sind in Backstein ausgeführt. Vor dem Westgiebel befindet sich eine Gruft.
Die Kanzel stammt aus der ersten Hälfte des 17. Jahrhunderts, das Kirchengestühl und die Empore aus dem 18. Jahrhundert. Die einmanualige Orgel mit fünf Registern wurde 1881 von Barnim Grüneberg gebaut.
Die Glocke wurde 1876 bei Carl Voß und Sohn in Stettin gegossen.